# Kirby (serie)
Kirby (星のカービィ Hoshi no Kābī?, lit. Kirby de las estrellas) es una serie de videojuegos de acción y plataformas desarrollada por HAL Laboratory y publicada por Nintendo. La mayoría de los juegos de la serie son plataformas de desplazamiento lateral con elementos de resolución de rompecabezas y lucha. Kirby tiene la habilidad de inhalar enemigos y objetos con la boca, escupiéndolos como proyectiles o comiéndolos. Si inhala a ciertos enemigos, puede obtener sus poderes o propiedades, que se manifiestan como una nueva arma o potenciador llamado Habilidad de Copia. La serie está pensada para que sea fácil de aprender y jugar incluso para personas no familiarizadas con los juegos de acción, al mismo tiempo que ofrece un desafío y una profundidad adicionales para que los jugadores más experimentados regresen.
La serie Kirby incluye 39 juegos y ha vendido más de 40 millones de unidades en todo el mundo, lo que la convierte en una de las franquicias más vendidas de Nintendo y la 53.ª franquicia de videojuegos más vendida de todos los tiempos.

## Resumen
Todos los juegos de la serie Kirby son protagonizados por el personaje homónimo, una criatura esférica de color rosa. Kirby con frecuencia salva a su mundo residencial de varios antagonistas, siendo el más recurrente de ellos el Rey Dedede, el gobernante autoproclamado de Dream Land, una región de Pop Star. Rey Dedede aparece en cada juego de Kirby, a excepción de Kirby & the Amazing Mirror. Otro personaje principal de la saga es Meta Knight, un caballeroso guerrero quien ayuda a Kirby frecuentemente, pero, dependiendo de sus intenciones, peleará contra él para obtener lo que desee.
Los juegos principales de la serie son una mezcla
de plataformeros con desplazamiento lateral con un determinado número de ítems escondidos que desbloquean más partes del juego o son incentivos de recolectar, usualmente requeridos para completar el juego al 100%. También hay juegos de spin-off que acompañan una variedad de distintos géneros como pinball, puzle y carreras, algunos de estos aprovechando la forma esférica del personaje.
Casi todo juego de plataformas de Kirby 
involucra a atravesar un número determinado de etapas y vencer a un jefe en cada área.
El método que Kirby utiliza para defenderse de sus enemigos es su habilidad de inhalarlos
con potencia extrema hacia su boca.
Una vez que haya absorbido a un enemigo, Kirby puede comérselo y adquirir su habilidad especial que puede utilizar para atacar a otros enemigos. Cada una de esas habilidades son únicas
y estas pueden ser escupir fuego, empuñar una espada, chispear en cada dirección o atacar enemigos con un combate mano a mano.
Otra de las habilidades que Kirby posee es la de inflarse y volar por el tiempo que desee —aunque en Kirby 64: The Crystal Shards se cansa después de un rato—.

## Historia
El primer juego de la serie es Kirby's Dream Land, lanzado para Game Boy en Japón en abril de 1992 y en agosto del mismo año en Norteamérica. El juego simplemente consiste en superar cinco niveles e introduce al protagonista principal Kirby y al antagonista principal Rey Dedede, además de la habilidad del primero de absorber enemigos y objetos. Este también posee una segunda aventura con enemigos más fuertes llamada «Extra Game». En la versión norteamericana, la portada muestra a Kirby de color blanco, aunque la japonesa lo tiene del correcto color rosa.
El segundo juego, Kirby's Adventure, fue lanzado en mayo de 1993 en los Estados Unidos, el cual introdujo el concepto de copiar las habilidades de los enemigos. Se trata de uno de los últimos juegos para la consola Nintendo Entertainment System, con gráficos asombrosos y sonido que empujó el límite de capacidades de hardware.

Un remake para Game Boy Advance fue lanzado en 2002 titulado Kirby: Nightmare in Dream Land, el cual tiene mejoras de gráficos y sonido.
Después de Kirby's Adventure, la franquicia lanzó
juegos de distintos géneros. Kirby's Pinball Land, lanzado en noviembre de 1993, es un juego de pinball con Kirby como la bola.
Kirby's Dream Course, lanzado en Norteamérica en febrero de 1995, es un juego de estilo golf que consta de un diseño gráfico isométrico. Kirby's Avalanche, lanzado en febrero de 1995 solo en Norteamérica y Europa, es un juego de puzle, clon del juego japonés Puyo Puyo.
Kirby's Dream Land 2, lanzado en Japón y Norteamérica en marzo de 1995,  utiliza de nuevo el concepto de copiar habilidades de Kirby's Adventure, aunque con un número reducido de habilidades. El juego introduce tres animales acompañantes, Rick el hámster, Coo el búho y Kine el pez luna. Al emparejarse con alguno de ellos, se modifica la función de las habilidades de Kirby. También introduce a Gooey, una criatura oscura con forma de mancha quien puede encontrarse en una bolsa. El jefe principal, Dark Matter, también fue introducido en el juego. Se había planeado un remake para la Game Boy Color bajo el título Kirby's Dream Land 2 DX, pero fue cancelado.
Kirby's Block Ball, lanzado en Norteamérica en noviembre de 1995, es una variante del juego Breakout. Posee múltiples niveles, algunas habilidades de copia de Kirby y varios enemigos en batallas de jefe.
Kirby Super Star, conocido como Hoshi no Kirby Super Deluxe en Japón y Kirby's Fun Pak en Europa, fue lanzado en Estados Unidos en septiembre de 1996. El juego está compuesto por ocho juegos diferentes y añade varios personajes y habilidades nunca antes aparecidos. También hay «ayudantes» que pueden crearse al sacrificar la habilidad en uso, para que estos ayuden al jugador.
En 1996, una serie de minijuegos de Kirby titulado Kirby's Toy Box (カービィのおもちゃ箱 Kābī no Omocha Hako?) fue lanzado mediante el sistema de transmisión por satélite St.GIGA para la Nintendo Satellaview. Los minijuegos no se lanzaron simultáneamente, sino que cada uno fue transmitido en una fecha única. Estos llevan el título de Arrange Ball, Ball Rally, Baseball, Cannonball, Guru Guru Ball, Hoshi Kuzushi, Pachinko y Pinball.
En 1997 se lanzó Kirby's Star Stacker, un juego puzle cuyo objetivo es tocar dos o más botones similares juntos que tiene a los amigos animales de Kirby. Tuvo una secuela para Super Famicom llamada Kirby no Kirakira Kizzu, la cual fue lanzada en Japón en 1998.
Kirby's Dream Land 3, lanzado en noviembre de 1997 en los Estados Unidos, es una secuela directa de Kirby's Dream Land 2, la cual trae nuevamente a los amigos animales de Kirby. Tiene similitud con su precuela y añade algunas habilidades de copia que se modifican cuando se empareja con alguno de sus seis amigos. Un segundo jugador puede participar, controlando al personaje recurrente Gooey. Dark Matter vuelve a ser el antagonista y, al reunir ciertas condiciones, 0 (Zero) es el verdadero jefe final. El juego tiene un diseño de dibujo de pastel y usa tramado para mejorar los efectos visuales.
En junio de 2000, fue lanzado en Norteamérica Kirby 64: The Crystal Shards para Nintendo 64, el primer juego con gráficos en 3D de la serie Kirby. En el juego se puede combinar dos de las siete habilidades del juego, provocando una habilidad compuesta. También marca la primera vez que se juega con Rey Dedede, donde en algunas fases Kirby corre a cuestas mientras Dedede ataca enemigos y obstáculos con su martillo. También incluye tres minijuegos de hasta cuatro jugadores.
Kirby Tilt 'n' Tumble se volvió uno de los primeros juegos con sensor de movimiento de Nintendo en agosto de 2000. El jugador debe inclinar la Game Boy Color para mover a Kirby en la pantalla. Actualmente, es el único juego de Kirby en tener un cartucho especial en color (rosa transparente) en Estados Unidos.
En octubre de 2003 en Norteamérica, fue lanzado Kirby Air Ride, el único videojuego de Kirby lanzado para la Nintendo GameCube. Es un juego de carreras que se desvía del resto dr los títulos de Kirby, aunque posee los mismos enemigos y el método de copiar habilidades.
Kirby & the Amazing Mirror fue lanzado en octubre de 2004 para Game Boy Advance, siendo el segundo juego para esa plataforma. Presenta a Kirby en un formato laberíntico, único de la serie, además del teléfono del juego que permite llamar hasta tres copias adicionales de Kirby para atacar enemigos y resolver acertijos.
Posteriormente, se lanzó Kirby: Canvas Curse, lanzado para Nintendo DS el 24 de marzo de 2005 en Japón, 13 de junio de 2005 en Norteamérica, 25 de noviembre de 2005 en Europa y 6 de abril de 2006 en Australia. A diferencia de los juegos anteriores, el jugador no controla directamente a Kirby, sino que él es una bola indefensa que solo se mueve al ganar impulso y el jugador lo dirige dibujando caminos con la aguja.
A este le siguió Kirby: Squeak Squad, lanzado para la Nintendo DS en 2006. El título revivió la jugabilidad tradicional de la saga e incursiona el uso de tocar la pantalla para guardar varios objetos y habilidades en el estómago de Kirby.
Un juego de plataformas de Kirby sin nombre, originalmente planeado para la Nintendo GameCube,
se pensó en cancelarlo por algún tiempo antes de ser reanunciado para la Wii. Aunque Kirby's Epic Yarn fue anunciado y lanzado para dicha consola en 2010,  este fue un proyecto completamente diferente del juego intitulado que finalmente, en enero de 2011, resurgió con un diseño modificado. Kirby's Epic Yarn empezó a desarrollarse como un juego original por Good-Feel llamado Fluff on Yarn, pero se le dio la licencia de Kirby por una propuesta de Nintendo.
Kirby Super Star Ultra, anunciado para la Nintendo DS en 2007 y lanzado el 22 de septiembre de 2008 en Norteamérica, es un remake de Kirby Super Star. Junto con los nueve juegos del videojuego original, añade siete nuevos, además de mejoras gráficas, escenas prerenderizadas y un mapa en la pantalla táctil.
Un cuarto juego para la DS se lanzó en Norteamérica el 19 de septiembre de 2011, llamado Kirby Mass Attack. El juego presenta múltiples copias de Kirby en una jugabilidad de pantalla táctil.
Kirby's Return to Dream Land fue lanzado para la Wii en Norteamérica el 24 de octubre de 2011 con la jugabilidad tradicional de Kirby y un multijugador de hasta cuatro jugadores en simultáneo. En este modo se pueden escoger a Meta Knight, Rey Dedede y/o Waddle Dee, cada uno con sus habilidades. También se puede jugar con Kirby's de distinto color que ofrecen el poder de copiar habilidades o como una mezcla de las opciones.
Un disco de antología para la Wii llamado Kirby's Dream Collection fue lanzado el 19 de julio de 2012 en Japón y el 16 de septiembre del mismo año en Norteamérica para celebrar el aniversario 20 de Kirby. Posee los primeros juegos de la serie, los cuales son Kirby's Dream Land, Kirby's Adventure, Kirby's Dream Land 2, Kirby Super Star, Kirby's Dream Land 3 y Kirby 64: The Crystal Shards. También tiene nuevas fases de desafío que se ejecutan en el motor de Kirby's Return to Dream Land (conocido en Europa y Australia como Kirby's Adventure Wii) y una sección de historia de Kirby, que incluye tres episodios de Hoshi no Kirby.
El 1 de octubre de 2013, se anunció un nuevo juego de Kirby para Nintendo 3DS que después se llamó Kirby: Triple Deluxe. Fue lanzado en Japón el 11 de enero de 2014, en Norteamérica el 2 de mayo de 2014 y en Europa el 16 de mayo de 2014. El juego incorpora acción que abarca diversas profundidades, donde Kirby puede cambiar entre áreas de primer y segundo plano. Incluye un modo de pelea multijugador llamado «Kirby Fighters», donde los jugadores pueden escoger una de las diez habilidades disponibles y pelear en escenarios temáticos, siendo el ganador el último Kirby en pie. También incluye un juego de acción con ritmo protagonizado por King Dedede. Además, hay más de 250 llaveros en el juego para recolectar con sprites de los juegos anteriores de Kirby así como de los personajes de Triple Deluxe.
En la E3 de 2014, fue anunciado un juego nuevo de Kirby llamado Kirby and the Rainbow Curse para Wii U. Es una secuela directa de Kirby: Canvas Curse y presenta una jugabilidad similar. Fue lanzado por Nintendo el 22 de enero de 2015 en Japón, 20 de febrero de 2015 en Norteamérica, 8 de mayo de 2015 en Europa y 9 de mayo de 2015 en Australia.
En el E3 de 2017, fue anunciado un nuevo videojuego de Kirby con el nombre de Kirby Star Allies para la consola Nintendo Switch.En ese año 2017 fue anunciado un nuevo videojuego de Kirby con el nombre de Kirby Battle Royale para la consola Nintendo 3DS. Los jugadores controlan al protagonista principal de la serie, Kirby, quien puede estar acompañado por hasta tres compañeros. Su fecha de lanzamiento fue el 16 de marzo de 2018.
En un Nintendo Direct celebrado el 23 de septiembre de 2021, se reveló un avance para un futuro juego en plataformas 3D, con el nombre Kirby and the Forgotten Land, se tiene planeado lanzarlo en la primavera de 2022.

## Características del protagonista

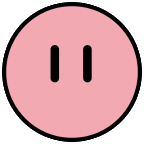
Kirby.

Kirby es una pequeña criatura esférica de color rosa con zapatos (o pies) grandes de color rojo, brazos con forma de alas y mejillas ruborizadas. El personaje comúnmente no habla, aunque en raras ocasiones lo hace como en Super Smash Bros. y Kirby 64: The Crystal Shards. Su cuerpo es suave y flexible, lo que permite que se aplane. Mide aproximadamente 8 pulgadas de alto. Proviene del planeta Pop Star, donde vive en una casa abovedada en Dream Land. Su apariencia ha cambiado sutilmente por años, volviéndose más redondeado y definido, más bien en su cara y ojos.

## En otros medios

### Anime
La franquicia fue adaptada a un anime llamado Hoshi no Kaabii estrenada el 6 de octubre de 2001 y distribuida por Warpstar Inc., una compañía formada entre una unión inversionista entre Nintendo y HAL Laboratory, Inc.  En Norteamérica fue licenciada por 4Kids Entertainment, bajo el título Kirby: Right Back at Ya!, en 4Kids TV, y distribuida por 20th Century Fox, Nelvana Limited y HAL Laboratory, Inc. Este finalizó en Japón en 2003 con 100 episodios.
La serie trata de las aventuras de Kirby y sus amigos después de aterrizar en Dream Land, Pop Star. Él es un legendario guerrero estelar destinado a salvar el planeta de la destrucción del malvado Nightmare. El gobernante de Dream Land, King Dedede, ordena a los monstruos de la compañía de Nightmare, llamada Nightmare Enterprises, a atacar a Kirby y a la gente de Dream Land.

### Cómics y manga
Kirby protagoniza varias series de manga, aunque todavía ninguna salió fuera de Japón. La más duradera es Hoshi no Kirby escrito por Hirokazu Hikawa. Esta serie fue anunciada para lanzarse en Amérixa por VIZ Media, aunque nunca fue lanzada.

### Apariciones en otros videojuegos
Kirby aparece en Super Smash Bros. para Nintendo 64, un juego crossover de pelea que acompañan diversos personajes de Nintendo. Asimismo, aparece en sus secuelas Super Smash Bros. Melee, Super Smash Bros. Brawl y Super Smash Bros. para Nintendo 3DS y Wii U.  En Brawl y 3DS y Wii U también el Super Smash Bros Ultimate, Meta Knight y Rey Dedede se vuelven personajes jugables. Knuckle Joe, un enemigo de la serie Kirby, también aparece en Brawl como ayudante. Asimismo, Nightmare también aparece como un ayudante en la versión de Wii U y 3DS. Kirby también hizo cameos en otros juegos de Nintendo como The Legend of Zelda: Link's Awakening, Mario & Luigi: Superstar Saga y Stunt Race FX.